# Карпов (Белгородская область)
Карпов — историческое поселение на территории Яковлевского городского округа в Белгородской области России, ранее село (с 1779) Богатенского уезда Курского наместничества, Курской губернии Российской Империи, крепость (с 1644) Белгородской черты Русского царства, административный центр Карповского уезда.

## История
Городок был построен на Муравском шляхе на правом берегу Ворсклы. Указ о создании города был подписан московским царем в 1637 году, острог возведен к 1644 году. Первыми его обитателями стали 60 рыльских и севских стрельцов. Однако острог не смог остановить большую крымско-татарскую орду (30 тыс.), которая вторглась в Путивльский уезд и захватила в полон несколько тысяч пленников. Строительство самого города началось в 1646 году и руководил им воевода В. П. Шереметев. На стенах срублено 3 проезжие и 6 глухих башен. Периметр крепости составлял 438 саженей. Город был окружен рвом, к реке был прорыт тайник. В 1647 году гарнизон города-крепости Карпов состоял из 211 стрельцов, 171 казака, 43 пушкарей, 38 драгун, 43 черкас, 4 воротников. В городе имелась 21 пушка. Первые жители Карпова были родом из Курска, Москвы, Мценска и Комарицкой волости. В 1652 г. в Карпове был основан Троицко-Соловецкий монастырь, в стенах которого содержались мощи святых Зосимы и Савватия (упразднен в 1764 году).

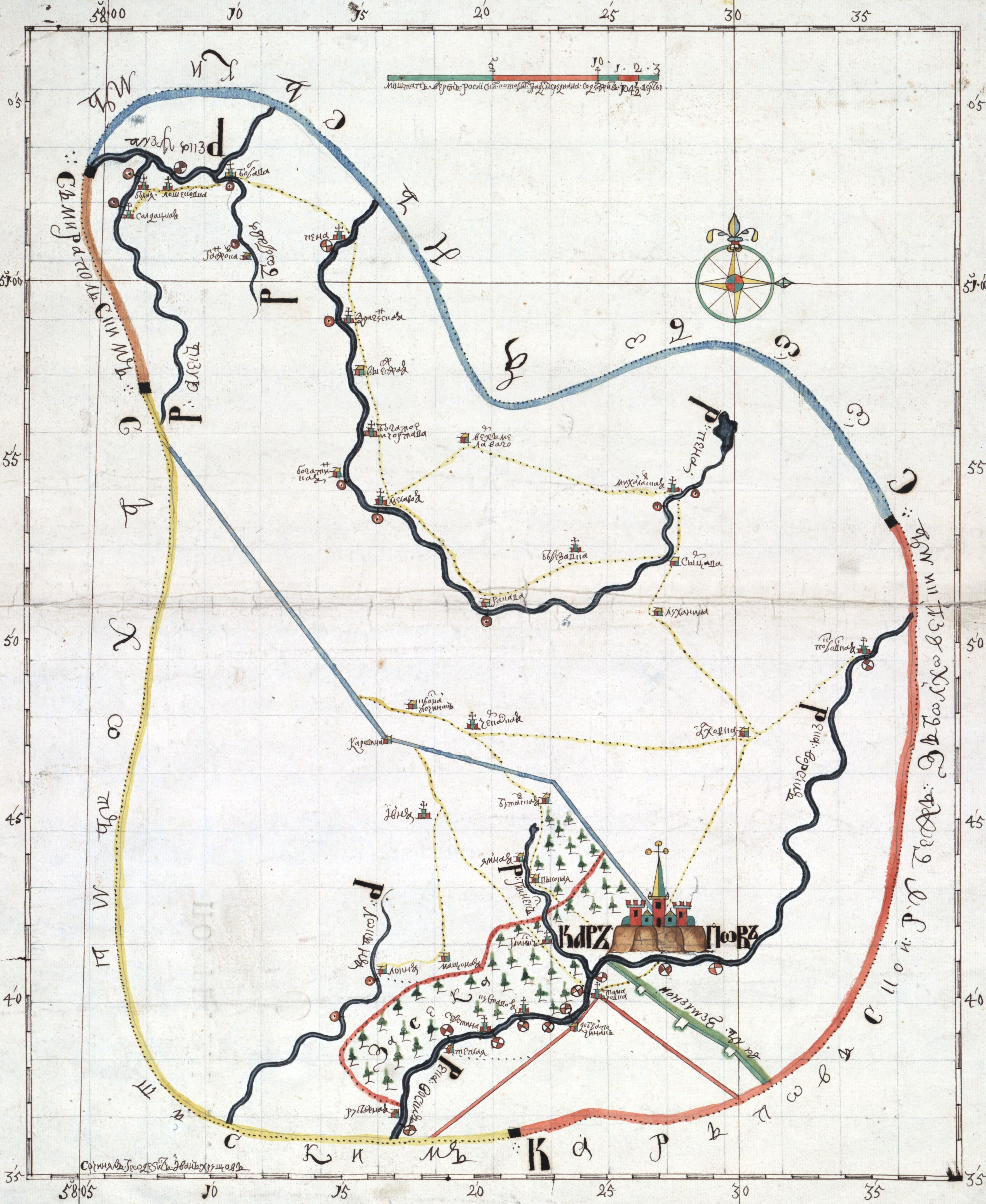
Ландкарта Карповского уезда. 1730 год. Библиотека РАН

Вокруг Карпова был сформирован уезд, разделённый на 3 стана — Ближний, Середний и Дальний. По данным на 1672 год, в Карповском уезде проживало 697 служилых людей. В 1719 году мужское однодворческое население уезда превышало 2 тыс. чел..
В 1719 году город включен в состав Белгородской провинции Киевской губернии, а в 1727 году — Белгородской губернии, в рамках которой был учрежден Карповский уезд, куда входили села Богатое, Ракитное и Томаровка.
В 1779 году в соответствии с указом Екатерины II «Учреждение для управления губерний Всероссийской империи» город был отнесен к Курскому наместничеству и понижен в статусе до села, а центром уезда стал город Богатый. Другим центром уездной жизни стало село Томаровка, которое располагалось в 5 верстах к юго-западу от Карпова. Из слобод вокруг Карпова образовались «дочерние» селения: Драгунское, Казацкое, Пушкарское и Стрелецкое.